# Iurus dufoureius
Espèce
Synonymes
- Buthus dufoureius Brullé, 1832
- Buthus granulatus C. L. Koch, 1837

Iurus dufoureius est une espèce de scorpions de la famille des Iuridae.

## Distribution
Cette espèce est endémique de Grèce. Elle se rencontre au Péloponnèse et à Cythère.

## Description

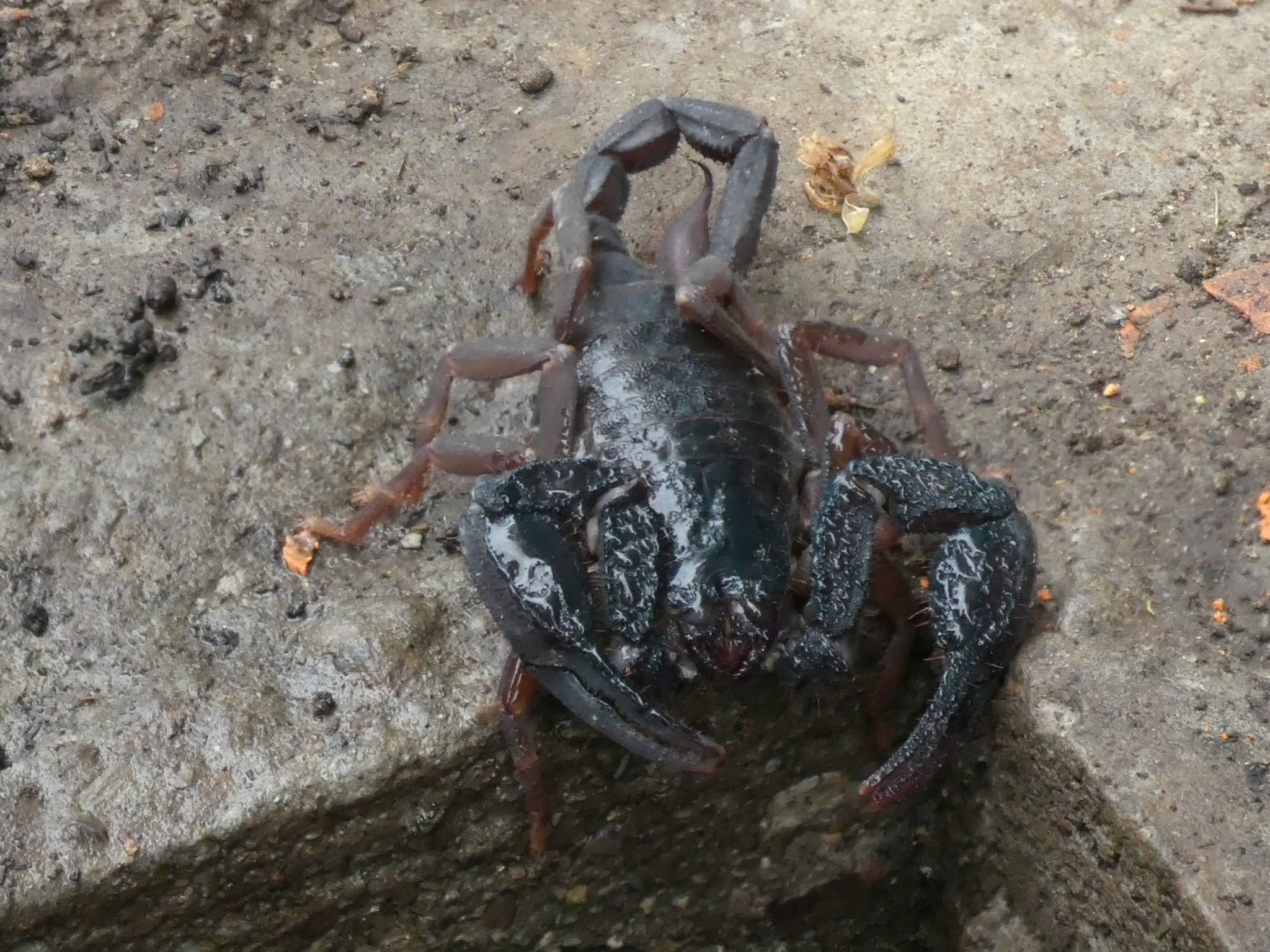
Iurus dufoureius

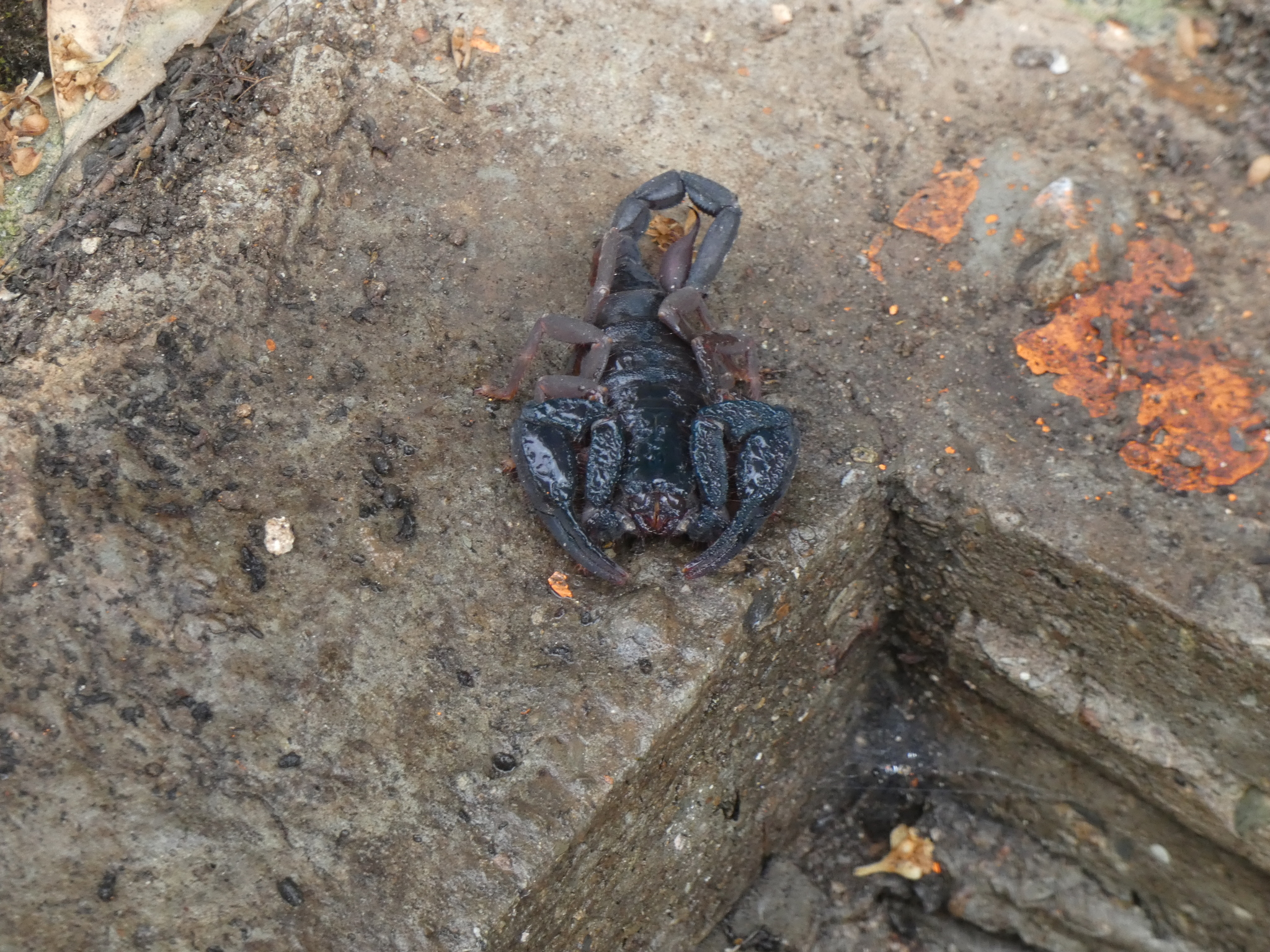
Iurus dufoureius

Le mâle décrit par Kovařík, Fet, Soleglad et Yağmur en 2010 mesure 75,45 mm et la femelle 86,50 mm.

## Systématique et taxinomie
Cette espèce a été décrite sous le protonyme Buthus dufoureius par Brullé en 1832. Elle est placée dans le genre Iurus par Karsch en 1879.
Buthus granulatus a été placée en synonymie par Karsch en 1879.

## Étymologie
Cette espèce est nommée  en l'honneur de Jean-Marie Léon Dufour.

## Publication originale
- Brullé, 1832 : « Des animaux articulés. Scorpionides. » Expédition scientifique de Morée, section des sciences physiques, Zoologie, Paris, vol. 3, no 1, p. 57-60 (texte intégral).